# Dawit Usupaszwili
Dawit Usupaszwili (gruz. დავით უსუფაშვილი; ur. 5 marca 1968 w Magharo) – gruziński polityk, przewodniczący Partii Republikańskiej od 25 czerwca 2005 do 3 listopada 2013, przewodniczący parlamentu Gruzji od 21 października 2012 do 18 listopada 2016. 
Z wykształcenia prawnik. Przed objęciem funkcji szefa partii przez długi czas był działaczem demokratycznym, promującym ideę budowy społeczeństwa obywatelskiego w Gruzji. Pełnił również funkcję doradcy prawnego organizacji społecznych.